# Мадс Бех Серенсен
Мадс Бех Серенсен (дан. Mads Bech Sørensen, нар. 7 січня 1999, Горсенс) — данський футболіст, центральний захисник клубу «Брентфорд». На правах оренди грає за «Ніццу».

## Клубна кар'єра
Вихованець клубів «Естбрік» і «Горсенс». 3 травня 2015 року у віці 16 років, 3 місяців і 26 днів Серенсен дебютував за першу команду у матчі Першого дивізіону проти клубу «Кеге» (1:1), ставши наймолодшим гравцем «Горсенса», що зіграв у офіційному матчі. Він провів ще п'ять виступів протягом решти сезону 2014/15 та підписав новий дворічний контракт 9 червня 2015 року. Протягом сезону 2015/16 Серенсен залишався запасним гравцем, виходячи в основному на заміну. Ця ж тенденція залишилась і після виходу клубу до Суперліги у 2016 році. Всього ж протягом трохи більш як два роки, бувши гравцем першої команди, Серенсен зіграв 25 матчів і забив два голи в усіх турнірах.
31 липня 2017 року Мадс перейшов до клубу англійського Чемпіоншипу «Брентфорд», підписавши угоду на 4 роки. У першому сезоні молодий данець грав виключно за резервну команду. Свій перший матч у першій команді він зіграв 14 серпня 2018 року під час зустрічі Кубка англійської ліги проти «Саутенд Юнайтед». Втім основним гравцем Серенсен стати не зумів, через що у січні 2020 року його було віддано до кінця сезону в оренду в клуб третього за рівнем дивізіону Англії «Вімблдон», зігравши там 9 матчів.
З початку сезону 2020/21 став стабільно залучатись до матчів «Брентфорда».

## Міжнародна кар'єра
Гравець юнацьких та молодіжних збірних Данії. У складі молодіжної збірної Данії взяв участь в молодіжному чемпіонаті Європи 2021 року в Угорщині та Словенії, де в матчі проти Ісландії відзначився голом, який приніс його команді перемогу 2:0.